# Jacob Christian Schäffer
Jacob Christian Schäffer (31 mei 1718 - 5 januari 1790) was een Duitse deken, professor, botanicus, mycoloog, entomoloog, ornitholoog en uitvinder.

## Biografie
Van 1736 tot 1738 studeerde hij theologie aan de Maarten Luther-Universiteit voordat hij leraar werd in Regensburg. In 1760 gaf de universiteit van Wittenberg hem de titel van doctor in de wijsbegeerte en de Eberhard-Karls-Universiteit kende hem in 1763 de titel van doctor in de godgeleerdheid toe. In 1741 werd hij predikant van een protestantse parochie. In 1779 werd hij, hoewel nog steeds predikant, deken van de protestantse parochie in Ratisbon (Regensburg).

## Werken

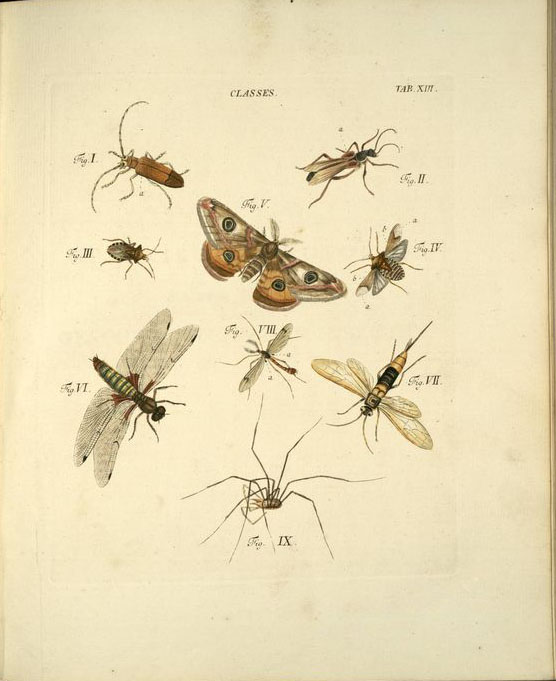
Plaat van Elementa entomologica

In 1759 publiceerde Schäffer Erleichterte Artzney-Kräuterwissenschaft, een handboek over plantkunde en de medicinale effecten van planten voor artsen en apothekers. Van 1762 tot 1764 schreef hij vier rijk geïllustreerde delen over mycologie, Natürlich ausgemahlten Abbildungen baierischer und pfälzischer Schwämme, welche um Regensburg wachsen. In 1774 schreef hij Elementa Ornithologica, waarin hij een classificatiesysteem voor de vogels voorstelde op basis van de structuur van hun poten. Dit werk werd in 1789 gevolgd door Museum Ornithologicum, waarin hij de vogels in zijn collectie beschreef. In 1779 publiceerde Schäffer het driedelige werk Icones insectorum circa ratisbonam indigenorum coloribus naturam referentibus expressae, met 280 handgekleurde platen met kopergravures, met illustraties van ongeveer 3.000 insecten. Een introductie tot entomologie, Elementa entomologica, volgde in 1789.

## Andere prestaties

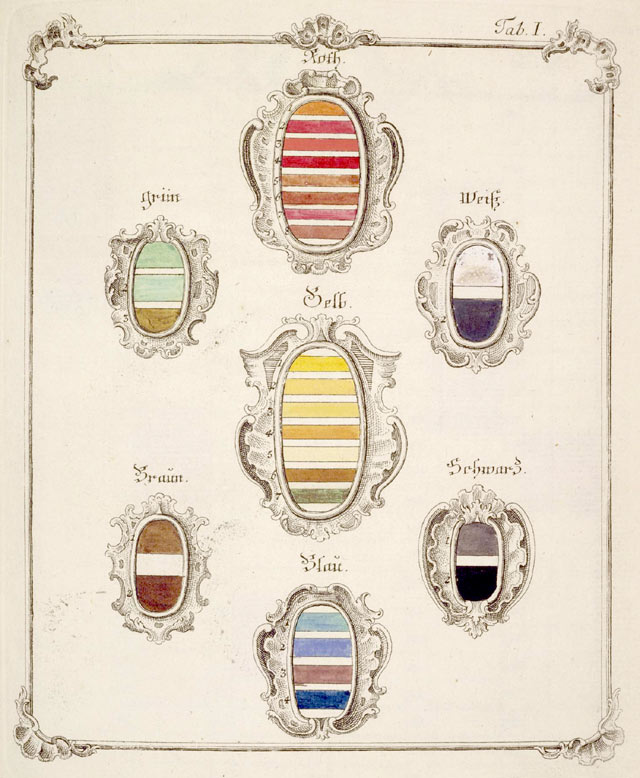
Schäffer's kleurstalen van de zeven eenvoudige en natuurlijke hoofdkleuren

Schäffer organiseerde een rijk persoonlijk rariteitenkabinet, het Schaefferianum Museum, geopend voor het publiek en dat Goethe (1749–1832) bezocht in 1786 ten tijde van de 'reis' die hem naar Italië leidde. Hij was lid van vele geleerde genootschappen zoals die van Göttingen, Mannheim, Sint-Petersburg, Londen en Uppsala. Hij was een corresponderend lid van de Académie des sciences (Academie van Wetenschappen) van Parijs en trad in 1757 toe tot de Kaiserlich-Carolinische Akademie der Naturforscher, en twee jaar later nam hij deel aan de oprichting van de Bayerischen Akademie der Wissenschaften. Schäffer onderhield een correspondentie met veel natuuronderzoekers, waaronder Carl von Linné (1707–1778) en René Antoine Ferchault de Réaumur (1683–1757). In februari 1764 werd hij verkozen tot fellow van de Royal Society.
Natuurlijke historie was niet het enige gebied dat hem interesseerde. Hij voerde experimenten uit met elektriciteit, kleuren en optica. Hij blijft beroemd om zijn vervaardiging van prisma's en lenzen. Hij vond een vroege wasmachine uit, waarvoor hij in 1767 ontwerpen publiceerde: Die bequeme und höchstvortheilhafte Waschmaschine. Zijn andere uitvindingen waren onder meer een zaag en ovens. Ook de papierindustrie interesseerde hem en tussen 1765 en 1771 werden de resultaten van zijn waarnemingen en experimenten gepubliceerd als Versuche und Muster, ohne alle Lumpen oder doch mit einem geringen Zusatze derselben, Papier zu machen. Het besprak met name de vervaardiging van papier met behulp van verschillende planten, zoals de populier, mos en hop, die zonder zijn experimentele werk misschien niet door de papierpulpfabrikanten zouden zijn gebruikt.